# Hałuszowa
Hałuszowa ist eine Ortschaft mit einem Schulzenamt der Gemeinde Krościenko nad Dunajcem im Powiat Nowotarski der Woiwodschaft Kleinpolen in Polen.

## Geographie

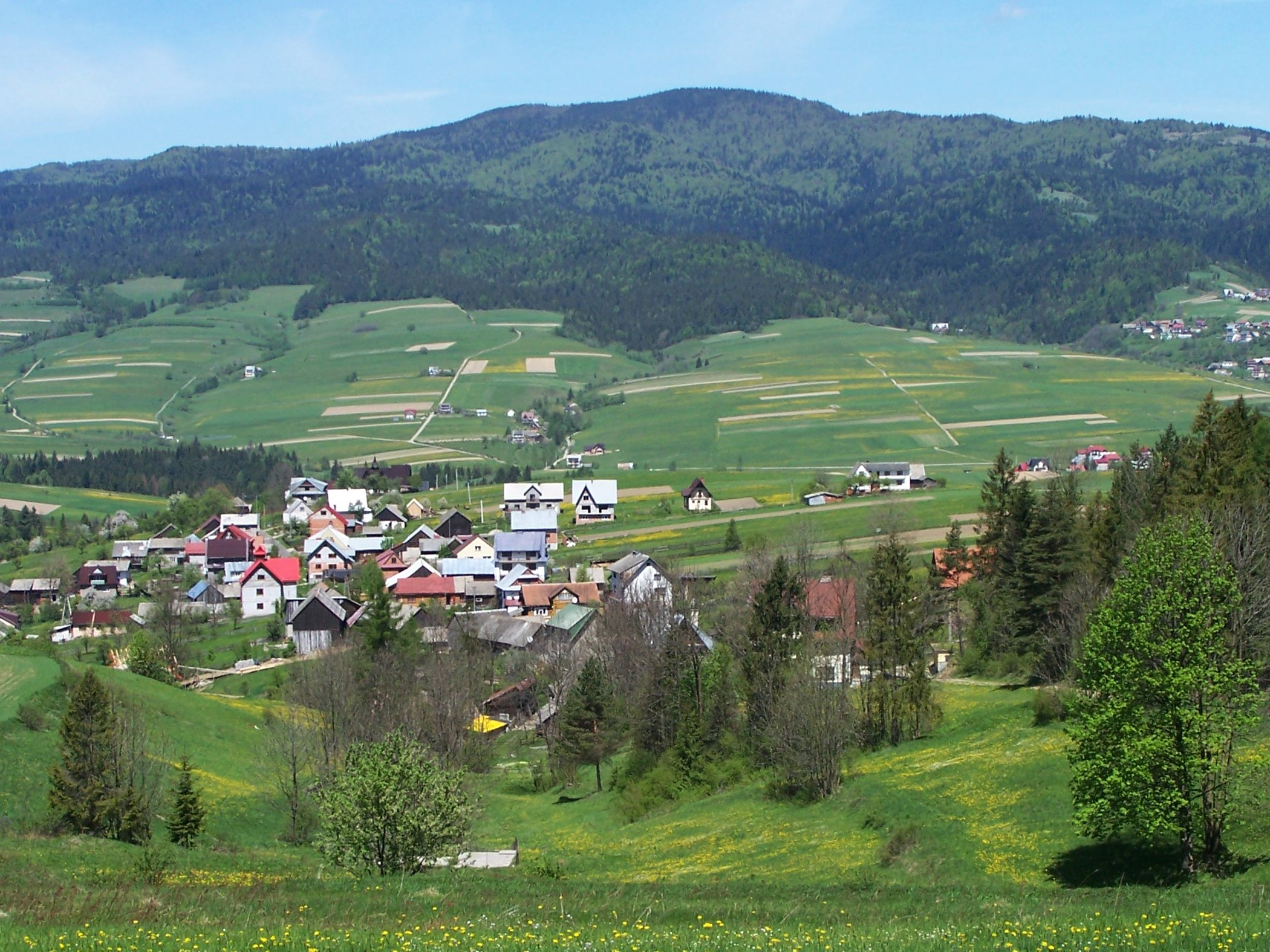
Hałuszowa und Lubań

Der Ort liegt unter dem Berg Groń (743 m) in den Pieninen (Kronenberge).

## Geschichte
Der Ort wurde im Jahre 1608 erstmals erwähnt. Im Jahre 1616 wurde das Schulzenamt erwähnt. Das Dorf gehörte der Starostei in Czorsztyn.
Bei der Ersten Teilung Polens kam das Dorf 1772 zum neuen Königreich Galizien und Lodomerien des habsburgischen Kaiserreichs (ab 1804).
1918, nach dem Ende des Ersten Weltkriegs und dem Zusammenbruch der k.u.k. Monarchie, kam Hałuszowa zu Polen. Unterbrochen wurde dies nur durch die Besetzung Polens durch die Wehrmacht im Zweiten Weltkrieg.
Von 1975 bis 1998 gehörte Hałuszowa zur Woiwodschaft Nowy Sącz.